# Javier Carrasco
Javier Nelson Carrasco (nacido el 14 de febrero de 1989 en Buenos Aires) es un futbolista argentino. Su formación futbolística se desarrolló en el Club Atlético Lanús y actualmente juega en la liga Mayor del fútbol de Guatemala, con el club Imperio Kiche.

## Trayectoria
Su debut en Lanús se produjo un 22 de marzo de 2009, habiendo sido promovido al plantel de Primera División por Luis Zubeldía, entrenador que prácticamente lo formó durante su etapa juvenil. Su primer gol oficial fue un 24 de abril del 2010, cuando en el minuto 78 reemplazó a Marcos Aguirre para marcar dos minutos después en la goleada 4-1 propinada a Arsenal.
En Lanús jugó desde el 2009 hasta la finalización del Torneo Clausura 2011. Con la camiseta de Lanús sumó 254 minutos de juego y 1 gol. Además, jugó 22 minutos de la Copa Libertadores.
Sin lugar en el Lanús de Gabriel Schurrer, Carrasco fue cedido para jugar en Tigre, conociendo allí a otro entrenador fundamental en su carrera, Rodolfo Arruabarrena. Arrancó el Torneo Apertura 2011 sumando 1 partido como titular y 16 ingresos desde el banco de suplentes, además Por la fecha 11, marcó el empate ante Olimpo de Bahía Blanca en el minuto 79. En la 13 estampó de cabeza la ventaja parcial de Tigre sobre Unión de Santa Fe en el minuto 68. Y en la 14 marcó el gol en el triunfo ante Colón en Victoria. Ese gol, convertido el 5 de noviembre de 2011, sería el último de su carrera hasta el momento.
En el Torneo Clausura 2012 jugó solo 156 minutos, además nunca como titular e ingresando como sustituto en 7 ocasiones. En el Torneo Inicial 2012 sus minutos bajaron a 103, y de hecho la partida de Arruabarrena y la llegada de Néstor Gorosito lo fueron lentamente separando de las oportunidades de protagonismo con solo 5 ingresos desde el banco. Finalmente, su último minuto de juego lo disputó el 9 de febrero de 2013, cuando reemplazó a un compañero en tiempo cumplido, por la primera Fecha del Torneo Final 2013. Luego de eso no fue tenido en cuenta ni por Diego Cagna ni por Fabián Alegre en todo el resto de la temporada.
El 6 de agosto fue transferido a Platense.
En julio firmó contrato con el club Estudiantes de San Luis para jugar la B Nacional 2016-17.